# Tournoi pré-olympique de la CONMEBOL
Le tournoi pré-olympique de la CONMEBOL a pour but de désigner les nations qualifiées au sein de la zone Amérique du Sud pour participer au tournoi final de football des Jeux olympiques.
Il fut organisé tous les quatre ans de 1960 à 2004, conjointement à d'autres tournois continentaux et une fois que le nombre d'inscrits fut devenu trop important pour permettre à toutes les équipes de participer au tournoi olympique, au besoin en disputant un tour préliminaire dans le pays hôte (depuis l'édition 1924). À l'exception des éditions 1964, 1976 et 1980 où un seul tour fut organisé, la compétition est généralement disputée en deux rondes : un premier tour où les participants sont répartis en deux groupes, suivi d'un tour final à l'issue duquel deux nations du continent sont qualifiées pour le tournoi olympique. Lors de la première édition en 1960, trois équipes se sont qualifiées car les pays d'Amérique du Nord et centrale ont également pris part au tournoi.
Le tout premier tournoi pré-olympique, disputé en matches aller et retour, prit toutefois place auparavant, en 1955-1956, en prélude aux Jeux de Melbourne mais l'organisation de celui-ci n'en était pas encore confiée aux fédérations continentales respectives et il n'impliquait que 26 pays issus de quatre continents, aucune d'Amérique du Sud.
Entre 2007 et 2015, c'est le Championnat des moins de 20 ans qui fait office de qualifications aux Jeux olympiques d'été, entraînant momentanément la disparition de cette compétition avant que celle-ci ne soit réintroduite en 2020.
Chez les femmes, les éliminatoires pour les Jeux olympiques se font par le biais de la Copa América féminine.

## Éligibilité des joueurs
Pendant le XXe siècle, le CIO adapte les Jeux à sa perception des changements économiques, politiques et techniques du monde. Ainsi, les Jeux olympiques sont, comme le voulait Pierre de Coubertin, d'abord réservés aux purs amateurs, le règlement du CIO interdisant la participation de sportifs professionnels. Bien que malmenée par les supercheries (notamment l'amateurisme marron) autour du statut faussement « amateur » de nombreux sportifs, l'exclusion du professionnalisme reste en vigueur jusqu'en 1981. Si le passage de l’amateurisme pur au professionnalisme est dans les faits progressif, le XIe Congrès olympique en 1981 marque une révolution pour l'olympisme, avec l'admission des sportifs officiellement professionnels,.
L'évolution de l'éligibilité des athlètes se traduit en particulier pour l'épreuve du football comme suit :
- 1908 à 1956 : Seuls les footballeurs amateurs sont admis, les joueurs professionnels sont exclus.
- 1960 :  Seuls les footballeurs amateurs n'ayant pas été sélectionnés pour l'une des 16 équipes qualifiées pour la Coupe du monde 1958 sont admis, les joueurs professionnels sont exclus.
- 1964 : Seuls les footballeurs amateurs n'ayant pas participé, excepté pour l'Afrique et l'Asie, aux tours préliminaires ou à la phase finale de la Coupe du monde 1962 sont admis, les joueurs professionnels sont exclus.
- 1968 à 1976 : Seuls les footballeurs amateurs sont admis, les joueurs professionnels sont exclus.
- 1980 : Seuls les footballeurs amateurs sont admis, excepté ceux, pour l'Europe et l'Amérique du Sud, ayant participé aux qualifications ou à la phase finale de la Coupe du monde 1978, les joueurs professionnels sont exclus.
- 1984 : Pour la première fois, les joueurs professionnels sont admis, à l'exception de ceux, pour l'Europe et l'Amérique du Sud, ayant participé aux éliminatoires ou à la phase finale d'une Coupe du monde de football ; les règles étaient encore soumises à débat lors des premières rencontres qualificatives ce qui provoqua quelques malentendus quant à l'alignement de joueurs amateurs ou professionnels.
- 1988 : Les règles de 1984 furent maintenues mais les joueurs, pour l'Europe et l'Amérique du Sud, ayant disputé moins de 90 minutes dans une seule rencontre de Coupe du monde étaient cette fois admis.
- 1992 : La compétition est réservée aux joueurs nés le 1er août 1969 ou plus tard.
- depuis 1996 : La compétition est ouverte à tous les joueurs de moins de 23 ans, avec l'addition pour le tournoi final de maximum trois joueurs plus âgés.

## Résultats

### Historique
| Édition | Édition          | Pays hôte    |                        | Classement final     | Classement final | Classement final | Classement final |
| Édition | Édition          | Pays hôte    | Vainqueur              | Deuxième             | Troisième        | Quatrième        |                  |
| ------- | ---------------- | ------------ | ---------------------- | -------------------- | ---------------- | ---------------- | ---------------- |
| 1960    | Rome 1960        | Pérou        | Argentine (Q)          | Pérou (Q)            | Brésil (Q)       | Mexique          |                  |
| 1964    | Tokyo 1964       | Pérou        | Argentine (Q)          | Brésil (Q)           | Pérou            | Colombie         |                  |
| 1968    | Mexico 1968      | Colombie     | Brésil (Q)             | Colombie (Q)         | Uruguay          | Paraguay         |                  |
| 1971    | Munich 1972      | Colombie     | Brésil (Q)             | Colombie (Q)         | Argentine        | Pérou            |                  |
| 1976    | Montréal 1976    | Brésil       | Brésil (Q)             | Uruguay (Q, forfait) | Argentine        | Colombie         |                  |
| 1980    | Moscou 1980      | Colombie     | Argentine (Q, forfait) | Colombie (Q)         | Pérou            | Venezuela (Q)    |                  |
| 1984    | Los Angeles 1984 | Équateur     | Brésil (Q)             | Chili (Q)            | Paraguay         | Équateur         |                  |
| 1987    | Séoul 1988       | Bolivie      | Brésil (Q)             | Argentine (Q)        | Bolivie          | Colombie         |                  |
| 1992    | Barcelone 1992   | Paraguay     | Paraguay (Q)           | Colombie (Q)         | Uruguay          | Équateur (en)    |                  |
| 1996    | Atlanta 1996     | Argentine    | Brésil (Q)             | Argentine (Q)        | Uruguay          | Venezuela (en)   |                  |
| 2000    | Sydney 2000      | Brésil       | Brésil (Q)             | Chili (en) (Q)       | Argentine        | Uruguay          |                  |
| 2004    | Athènes 2004     | Chili        | Argentine (Q)          | Paraguay (Q)         | Brésil           | Chili (en)       |                  |
| 2020    | Tokyo 2020       | Colombie     | Argentine (Q)          | Brésil (Q)           | Uruguay          | Colombie         |                  |
| 2024    | Paris 2024       | Venezuela    | Paraguay (Q)           | Argentine (Q)        | Brésil           | Venezuela (en)   |                  |
| 2028    | Los Angeles 2028 | à déterminer | à déterminer (Q)       | à déterminer (Q)     | à déterminer     | à déterminer     |                  |

### Performances par nation
- Seuls trois pays ont participé à toutes les éditions du tournoi pré-olympique de la CONMEBOL : le Brésil, le la Colombie et Chili.
- Le Brésil est la nation qui présente le meilleur bilan ayant remporté sept titres et participé à dix phases finales en quatorze participations.
- Le Paraguay est la seule nation à avoir pu glaner deux titres au Brésil et à l'Argentine qui se sont partagé douze titres sur les quatorze disponibles.
- L'Uruguay, pourtant double médaillé d'or en 1924 et 1928, n'a réussi à se qualifier qu'une seule fois pour le tournoi olympique en 1976 mais s'est désisté au dernier moment [a].
- Le Venezuela est la seule nation qui a pu participer à une seule phase finale sans s'être qualifiée au préalable, bénéficiant du retrait de l'Argentine et du Pérou à la suite du boycott des Jeux olympiques d'été de 1980 [b].
- L'édition 1960 réunissant toutes les équipes d'Amérique, quatre nations issues de la future CONCACAF (créée le 18 septembre 1961) ont participé au tournoi une seule fois : les Antilles néerlandaises, les États-Unis, le Mexique et la Guyane néerlandaise.

| Pays                   | Participations                                                                          | Titres                                       | Qualifications                                                  | Phases finales                                                  | Pays hôte                  |
| ---------------------- | --------------------------------------------------------------------------------------- | -------------------------------------------- | --------------------------------------------------------------- | --------------------------------------------------------------- | -------------------------- |
| Brésil                 | 14 (1960, 1964, 1968, 1971, 1976, 1980, 1984, 1987, 1992, 1996, 2000, 2004, 2020, 2024) | 7 (1968, 1971, 1976, 1984, 1987, 1996, 2000) | 10 (1960, 1964, 1968, 1971, 1976, 1984, 1987, 1996, 2000, 2020) | 10 (1960, 1964, 1968, 1972, 1976, 1984, 1988, 1996, 2000, 2020) | 2 (1976, 2000)             |
| Colombie               | 14 (1960, 1964, 1968, 1971, 1976, 1980, 1984, 1987, 1992, 1996, 2000, 2004, 2020, 2024) |                                              | 4 (1968, 1971, 1980, 1992)                                      | 4 (1968, 1972, 1980, 1992)                                      | 4 (1968, 1971, 1980, 2020) |
| Chili                  | 14 (1960, 1964, 1968, 1971, 1976, 1980, 1984, 1987, 1992, 1996, 2000, 2004, 2020, 2024) |                                              | 2 (1984, 2000)                                                  | 2 (1984, 2000)                                                  | 1 (2004)                   |
| Pérou                  | 13 (1960, 1964, 1968, 1971, 1976, 1980, 1987, 1992, 1996, 2000, 2004, 2020, 2024)       |                                              | 1 (1960)                                                        | 1 (1960)                                                        | 2 (1960, 1964)             |
| Argentine              | 12 (1960, 1964, 1971, 1976, 1980, 1987, 1992, 1996, 2000, 2004, 2020, 2024)             | 5 (1960, 1964, 1980, 2004, 2020)             | 8 (1960, 1964, 1980, 1987, 1996, 2004, 2020, 2024)              | 7 (1960, 1964, 19801, 1988, 1996, 2004, 2020, 2024)             |                            |
| Uruguay                | 12 (1960, 1964, 1968, 1971, 1976, 1987, 1992, 1996, 2000, 2004, 2020, 2024)             |                                              | 1 (1976)                                                        | 0 (19762)                                                       |                            |
| Venezuela              | 11 (1968, 1971, 1980, 1984, 1987, 1992, 1996, 2000, 2004, 2020, 2024)                   |                                              |                                                                 | 1 (19801)                                                       | 1 (2024)                   |
| Équateur               | 11 (1964, 1968, 1971, 1984, 1987, 1992, 1996, 2000, 2004, 2020, 2024)                   |                                              |                                                                 |                                                                 | 1 (1984)                   |
| Paraguay               | 10 (1968, 1971, 1984, 1987, 1992, 1996, 2000, 2004, 2020, 2024)                         | 2 (1992, 2024)                               | 3 (1992, 2004, 2024)                                            | 3 (1992, 2004, 2024)                                            | 1 (1992)                   |
| Bolivie                | 9 (1971, 1980, 1987, 1992, 1996, 2000, 2004, 2020, 2024)                                |                                              |                                                                 |                                                                 | 1 (1987)                   |
| Antilles néerlandaises | 1 (1960)                                                                                |                                              |                                                                 |                                                                 |                            |
| États-Unis             | 1 (1960)                                                                                |                                              |                                                                 |                                                                 |                            |
| Mexique                | 1 (1960)                                                                                |                                              |                                                                 |                                                                 |                            |
| Suriname               | 1 (1960)                                                                                |                                              |                                                                 |                                                                 |                            |

1 L'Argentine participe au boycott des JO 1980 ainsi que le Pérou troisième, c'est le Venezuela qui hérite ainsi de la place qualificative

2 Les JO 1976 marquent le début d'une série de trois boycotts consécutifs ; cette année-là, les trois nations africaines qualifiées, le Ghana, le Nigeria et la Zambie, se désistent pour raison politique, tout comme l'Uruguay (pour d'autres motifs).